# Wout Poels
Wouter Poels (født 1. oktober 1987 i Venray) er en hollandsk professionel cykelrytter, der kører for UCI World Tour-holdet XDS Astana Team.
Han var tæt på at miste en nyre under et alvorligt styrt under sjette etape ved Tour de France 2012.
I 2016 vandt Poels sit første endagsløb, efter at have spurtet sig til en sejr fra en firemands gruppe i Liège-Bastogne-Liège 2016. Det var den første monument-sejr både for Team Sky og for Poels selv.

## Resultater

### Tidslinje over Grand Tour resultater i den generelle klassifikation
| Grand Tour      | 2011 | 2012 | 2013 | 2014 | 2015 | 2016 |
| --------------- | ---- | ---- | ---- | ---- | ---- | ---- |
| Giro d'Italia   | —    | —    | —    | 21   | —    | —    |
| Tour de France  | DNF  | DNF  | 28   | —    | 44   | 28   |
| Vuelta a España | 17   | —    | DNF  | 38   | —    | —    |

| —   | Deltog ikke      |
| DNF | Gennemførte ikke |